# Логотет
Логотѐт (на гръцки: λογοθέτης, на латински: logotheta, на италиански: logoteta, на румънски: logofăt; „онзи, който води сметките, изчислява и разсъждава (логически)“) е висша административна титла, висш чиновник в царската или патриаршеската канцелария във Византия, а след това и в някои източни църкви. Църковният логотет е пазител на патриаршеския печат, завеждащ патриаршеската канцелария и архив; той отговаря и за финансовата отчетност на патриаршията; често е също така член на патриаршеския съд. Задълженията са описани от Георгий Кодин в De officialibus palatii Constantinopolitani etc. Гражданските логотети отговарят за различни отрасли на държавните разходи: логотет на частните имоти, логотет на тайните, логотет на стадата, логотет на дрома и др. Великият логотет отговаря за държавната хазна.

## Граждански логотети
Централизираното административно управление води началото си от VII – VIII век, когато се оформят отделните ведомства, известни като логотезиони. Към XII в. логотезионите губят до голяма степен своите компетенции и променят характера си:с. 95.
Логотетите във Византия се делят на:
- Megas logothetēs (μέγας λογοθέτης) Велик логотет, главнокомандващ на всички логотети;
- Logothetēs tou dromou (λογοθέτης τοῦ δρόμου), логотет на дрома, отговарящ за пощенските услуги както и за дипломатическите връзки на Империята. Логотетът на дрома се споменава за първи път като служба през 759 г. Отговаря за пътищата, транспорта, държавната поща, приема и съпровожда чуждите посланици, което придава на ведомството му характера на външно министерство;
- Logothetēs tōn oikeiakōn (λογοθέτης τῶν οἰκιακῶν), отговарящ за вътрешните работи, за сигурността на Константинопол и за местната икономика;
- Logothetēs tou genikou (λογοθέτης τοῦ γενικοῦ), логотет на геника, отговарящ за данъчното облагане в държавата. Логотетът на геника се споменава за първи път като служба през 692 г. Той изпълнява функциите на финансов министър – отговаря за разпределянето и събирането на данъците, различните такси, доходите от мините и за поддържането на акведуктите и обществените постройки;
- Logothetēs toū stratiōtikou (λογοθέτης τοῦ στρατιωτικοῦ), логотет на стратиотите, изпълнява функциите на военен министър. Той контролира броя и доходите им чрез стратиотски каталози, в които се вписват имената на офицерите и войниците, размерът на техния имот и характерът на техните военни и данъчни задължения. Стратиотският институт представлява гръбнакът на Ромейската империя. На добрата му организация се дължи военният и политическият възход на империята през IX–X в. Някои категории стратиоти получават и заплата. Изплащането на войнишките заплати влиза също в задълженията на стратиотика, т. е. на военното ведомство;
- Logothetēs tōn agelōn (λογοθέτης τῶν ἀγελῶν), логотет на стадата, отговарящ за държавните имоти в Мала Азия, където се отглеждат коне и мулета за войската и пощенските услуги;
- Logothetēs tou praitōriou (λογοθέτης τοῦ πραιτωρίου), представляващ един от двамата наместници на Констинополската епархия, вероятно изпълняващ съдебни дейности;
- Logothetēs tōn hydatōn (λογοθέτης τῶν ὑδάτων), логотет на водите. Тази длъжност се споменава само веднъж, като вероятно е свързана с т. нар. komēs hydatōn (Граф на водите), който отговаря за акведуктите и водосборищата;
- Epi tou eidikou (Eidikos), означаващо „Отговарящият за специалните дела“: занимава се с имперската хазна, предприятията, складовете и държавните монополи. Произлиза от римския comes rerum privatarum.